# Johann Nikolaus Fürsen-Bachmann
Johann Nikolaus von Fürsen-Bachmann (* 31. Juli 1798 in Tangsholm auf Alsen; † 21. Februar 1894 in Schleswig) war ein deutscher Oberst.

## Leben und Wirken
Johann Nikolaus Fürsen-Bachmann war ein Sohn des Hardesvogts Ernst Georg Joachim Fürsen. Er hatte vier Schwestern und sechs Brüder, darunter den Hardesvogt Cai Werner Fürsen. Während seiner Kindheit und Jugend, die er auf Alsen verbrachte, lernte er bei Privatlehrern und Seminaristen. Mit Hilfe eines Stipendiums der Herzogin Luise Augusta von Augustenburg ging er in das Kadettenkorps in Kopenhagen.
Von 1812 bis 1816 lernte Fürsen-Bachmann an einer Kadettenschule. Ende 1816 trat er als Leutnant in das Leibregiment Reuter ein. 1818 zog er als Secondeleutnant nach Schleswig, wo er sich mit seiner Cousine Juliane von Bachmann (* 26. August 1800 in Schleswig; † 15. Februar 1898 ebenda) verlobte und somit hoffähig war. Juliane von Bachmann war eine Tochter des Generalleutnants Hans von Bachmann und dessen Ehefrau Margarethe Catharina Caroline, verwitwete Harssen, geborene Fürsen, die eine Tochter des Leibmedikus Joachim Fürsen war. Beide heirateten am 2. Oktober 1824. Die Ehe blieb kinderlos.
Am 13. Juli 1823 ernannte Friedrich VI. Fürsen-Bachmann zum dänischen Adligen. Im Range eines Premierleutnants übernahm er eine Lehrstelle an der Schleswiger Kavallerieschule. Ab 1831 amtierte er als deren Vorsteher. Fürsen-Bachmann appellierte an das eigene Ehrgefühl seiner Schüler, um von harten Behandlungen absehen zu können. Die bis dahin praktizierte Prügelstrafe setzte er größtenteils aus. Bis 1842 wirkte er als Vorsteher der Exerzierschule des Leibregiments Kürassiere.
Obwohl Christian VIII. die Anzahl der Soldaten reduzierte, übernahm Fürsen-Bachmann 1842 die zweite Schwadron des 1. Schleswiger Dragonerregiments. Da sich unter den Soldaten zwei Drittel dänische Offiziere befanden, kam es im Regiment bereits bei Fürsen-Bachmanns Amtsantritt zunehmend zu Spannungen zwischen deutschen und dänischen Soldaten. Diese Konflikte nahmen bis 1848 zu.
Der 24. März 1848 wurde zum wichtigsten Tag im Leben Fürsen-Bachmanns. An diesem Tag trat in Kiel die Provisorische Regierung zusammen. Fürsen-Bachmann erfuhr am Morgen dieses Tages, dass sich die Truppen aus Holstein mit der Regierung verbündet hatten, woraufhin er veranlasste, dass sich eine große Mehrheit der in Schleswig befindlichen Soldaten ebenfalls unter das Kommando der neuen Regierung stellten.
Während der Schleswig-Holsteinischen Erhebung leitete Fürsen-Bachmann als Oberstleutnant das ihm unterstellte Regiment. Seine Dienstzeit endete am 28. Januar 1851. Da er Vormärzoffizier war, gewährten ihm die Dänen nach Kriegsende keine Amnestie, woraufhin er ins Exil nach Hamburg zog und dort 13 Jahre verbrachte. Während dieser Zeit setzte er sich fortwährend dafür ein, dass Offiziere aus Schleswig-Holstein Pensionen erhielten. Dafür sprach er erfolglos bei Friedrich Wilhelm IV. und dem Bundestag in Frankfurt vor. Danach reiste er 1853 gemeinsam mit Carl Friedrich von Jess durch Deutschland und erreichte finanzielle Unterstützung für arme Offiziere.
1864 zog Fürsen-Bachmann gemeinsam mit seiner Frau zurück nach Schleswig. Er lebte bis Lebensende auf „Fürsens Hof“ in der Gottorpstraße 4.